# Тамбур (помещение)
Вижте пояснителната страница за други значения на Тамбур.
Тамбурът е неголямо преходно помещение пред централния вход на сграда, с външна и вътрешна врата, което служи като въздушен шлюз, буферна зона между улицата и жилищните помещения. Предназначението му е да предпази вътрешното пространство от преохлаждане или пренагряване. Може да бъде изградено както навътре от фасадата, така и пристроено към нея. Терминът произлиза от френското tambour, което означава барабан.
При тамбура се използва топлоизолационното качество на въздуха, който, с ограничения достъп до вътрешното пространство, препятства рязката промяна на температурата в сградата. Когато външната врата се отвори, топлообменът е ограничен само в малкия обем на тамбура и движението на въздуха в него е снижено до минимум. При отваряне на вътрешната врата само малка част от този въздух прониква в основното помещение.
Добре е входната врата да се постави отстрани на тамбура, а не срещу вътрешната, защото това увеличава още повече запазването на топлината. От противопожарни съображения и двете врати на тамбура е добре да се отварят навън.
Друго предимство на тамбура е, че при наличието на улицата на значително количество кал, прах, сняг или вода, те не се внасят директно в дома. Освен това размерите му позволяват в него да се оставят обувки и палта, преди да се премине към основните помещения.
Според съвременните схващания е добре жилищните помещения да бъдат отделени от улицата с не по-малко от три врати, за да може да се съхрани оптималната температура в тях и да се съкратят разходите за отопление. Този брой на вратите най-лесно се осигурява с изграждането на тамбур. Понякога той се заменя с двойна външна врата, въпреки че тя съхранява топлината само в затворен вид. При нея въздушният буфер липсва, тъй като разстоянието между двете крила на вратите е толкова малко, че те трябва да се отворят едновременно.

## Видове
- Най-разпространен е тамбурът пред еднофамилни жилищни сгради, предпазващ основните помещения от нахлуване на студен въздух, прах, кал, сняг. Често се предвижда така, че да се ползва и като топъл преход към гаража. Тогава е съоръжен с една външна и две вътрешни врати – към жилищните помещения и към гаража. Обикновено се строи със същите материали като основната сграда.[3] Често най-външната врата е метална, което води до допълнително ниво на безопасност.[4] Намира широко разпространение в страните с по-студен климат.[5]
- Тамбурът, изграден пред входа на високи административни сгради има същото предназначение. При отваряне на външната врата вътрешната все още е затворена и обратно.[3]
- Тамбур-веранда – прави се пред фасадата на еднофамилни жилищни сгради и е изцяло остъклен. Размерите са доста по-големи от традиционните и са съобразени с поставянето вътре на някаква мебелировка.[3] Добре е, ако е възможно, да се построи на северната фасада.[5] Не трябва да се изгражда на южната страна на сградата, защото през лятото се нагорещява до такава степен, че не може да се ползва.[3]
- Стълбищен тамбур – изгражда се пред изхода от всеки етаж към незадимимо стълбище. Във високи административни сгради, хотели, болници и други се предвиждат незадимими стълбищни клетки. Разположени са по цялата височина на сградата и служат за евакуация при аварийни ситуации, например пожар или земетресение. Като подход към тях на всеки етаж се изгражда тамбур с функциите на шлюз, който забавя разпространението на дим и прах и осигурява по-дълго време за евакуация.[6]
- Тамбур с функциите на шлюз за персонала, изграден между две или повече помещения с различен клас на чистота. Обикновено е снабден с автоматично обдухване и минимизира количеството пренесени частици. В него се осигурява циркулацията на въздуха и се поддържа неговата чистота.[7]

- Тамбур жилищен кубрик в противопожарни катери – затворена от 3 страни будка/преддверие, което да пази входа към кубрика от насрещните вълни, вятър и др.[8]

## Размери
Размерите на тамбура трябва да се определят така, че отварянето на едната от вратите, ако се отваря към тамбура, да не пречи на крилото на другата и в помещението да има място поне за един човек. В еднофамилните жилища дълбочината на тамбура трябва да е минимум около 1,50 м. Ширината е равна минимум на ширината на вратата + 30 см, по 15 от всяка страна.
Площта на тамбура трябва да е минимум 3,5 м2 и оптимално – 5,5 м2. В такъв случай в него може да се предвиди място за обувки и връхни дрехи. При оптималния случай там може да се съхранява велосипед.
Ако се предвижда и за ползване от инвалиди, минималната му дълбочина трябва да е не по-малко от 1,80 м а ширината – минимум 2,20 метра.
При тамбура-веранда размерите са доста по-големи, тъй като той се мебелира и използва през лятото. Може да се продължи пред част от фасадата или да се завие по нея. Така се осигурява както голяма площ, така и разчупване на фасадата. В този случай е добре остъклението да стане със стъклопакет, който по-добре запазва температурата в помещението.